# Neutralitätserklärung von Kentucky
Die Neutralitätserklärung von Kentucky (englisch Kentucky Declaration of Neutrality) war eine Resolution der Kentucky General Assembly, die vom Repräsentantenhaus von Kentucky am 16. Mai und vom Senat von Kentucky am 20. Mai 1861 verabschiedet wurde. In dieser erklärte sich der US-Bundesstaat Kentucky offiziell für neutral im Amerikanischen Bürgerkrieg. Sie folgte rund einen Monat nach der Weigerung des damaligen Gouverneurs Beriah Magoffin, auf Aufforderung von US-Präsident Abraham Lincoln Truppen für das Unionsheer zu stellen. Magoffin hatte wenig später auch eine ähnliche Anfrage des konföderierten Kriegsministers Leroy Pope Walker abgelehnt. Die Staatsversammlung versuchte mit der Resolution zu verhindern, dass der Bundesstaat zu einem Schlachtfeld zwischen Nord- und Südstaaten wurde. Beide Seiten respektierten bis zum 4. September 1861 die Neutralität Kentuckys, obwohl ihre Truppen an den Grenzen stationiert und Forts dort errichtet wurden. Sie endete, als konföderierte Truppen auf Befehl des Generals Leonidas Polk unter Gideon Johnson Pillow auf das Staatsgebiet vordrangen und die Stadt Columbus besetzten.

## Wortlaut der Erklärung
Kentucky House of Representatives - Committee on Federal Relations

Resolution of Neutrality, May 16, 1861

Considering the deplorable condition of the country and for which the State of Kentucky is in no way responsible, and looking to the best means of preserving the internal peace and securing the lives, liberty, and property of the citizens of the State; therefore,

Resolved, by the House of Representatives, that this State and the citizens thereof should take no part in the civil war now being waged, except as mediators and friends to the belligerent parties; and that Kentucky should, during the contest, occupy the position of strict neutrality.

Resolved, that the act of the governor in refusing to furnish troops or military force upon the call of the executive authority of the United States under existing circumstances is approved.

„Repräsentantenhaus von Kentucky – Ausschuss für Bundesbeziehungen
Neutralitätsresolution, 16. Mai 1861

In Anbetracht des beklagenswerten Zustandes des Landes, für den der Staat Kentucky in keiner Weise verantwortlich ist, und im Hinblick auf das beste Mittel, den inneren Frieden sicherzustellen und das Leben, die Freiheit und den Besitz der Bürger Kentuckys zu schützen, wird hiermit:

Beschlossen (vom Repräsentantenhaus), dass dieser Staat und seine Bürger sich nicht an dem Bürgerkrieg, der jetzt geführt wird, beteiligen sollen, es sei denn als Vermittler und Freunde der beteiligten Parteien; und dass Kentucky während des Konflikts einen Standpunkt der strikten Neutralität einnehmen soll.

Beschlossen, dass die Handlungen des Gouverneurs in Bezug auf die Verweigerung, Truppen oder Militärkräfte auf die Aufforderung der Bundesexekutive zu stellen, unter den gegebenen Umständen gutgeheißen werden.“